# Fraser Aird
Fraser Aird (Toronto, 2 febbraio 1995) è un calciatore canadese con cittadinanza scozzese, centrocampista o attaccante del Cavalry.

## Biografia
Possiede la cittadinanza scozzese, grazie alle origini dei familiari.
Il 30 dicembre del 2019 viene svincolato dal suo club, il Cove Rangers, per aver mostrato in pubblico simboli incitanti all'autolesionismo

## Caratteristiche tecniche
Esterno destro di centrocampo, con l'arrivo di Mark Warburton sulla panchina dei Rangers viene adattato a terzino destro. Si distingue per velocità, doti tecniche e senso del goal.

## Carriera

### Club
Prelevato dai Rangers all'età di 16 anni, esordisce tra i professionisti il 23 settembre 2012 contro il Montrose sostituendo Barrie McKay al 55'. Il 30 marzo 2013 la squadra si assicura - con cinque giornate d'anticipo - la promozione in Scottish League One.
Il 12 marzo 2014 - grazie alla vittoria per 3-0 contro l'Airdrie United - i Rangers vincono il torneo con otto giornate d'anticipo, ottenendo la promozione in Scottish Championship senza mai perdere una partita.
Per sopperire ad eventuali assenze di James Tavernier - unico terzino destro della rosa - Mark Warburton lo adatta a coprire il ruolo di terzino destro.
Il 29 gennaio 2016 passa in prestito ai Vancouver Whitecaps, in MLS.

### Nazionale
Nel 2010 prende parte con la selezione Under-15 canadese ad un'amichevole con gli Stati Uniti. Nel 2015 - dopo aver disputato alcuni incontri con le rappresentative giovanili scozzesi - decide di indossare la maglia della nazionale canadese.
Esordisce con la nazionale maggiore il 13 ottobre 2015 in occasione di Canada-Ghana (1-1), subentrando nella ripresa al posto di Karl Ouimette.

## Statistiche

### Presenze e reti nei club
Statistiche aggiornate al 7 maggio 2022.
| Stagione        | Squadra            | Campionato      | Campionato | Campionato | Coppe nazionali | Coppe nazionali | Coppe nazionali | Coppe continentali | Coppe continentali | Coppe continentali | Altre coppe | Altre coppe | Altre coppe | Totale | Totale |
| Stagione        | Squadra            | Comp            | Pres       | Reti       | Comp            | Pres            | Reti            | Comp               | Pres               | Reti               | Comp        | Pres        | Reti        | Pres   | Reti   |
| --------------- | ------------------ | --------------- | ---------- | ---------- | --------------- | --------------- | --------------- | ------------------ | ------------------ | ------------------ | ----------- | ----------- | ----------- | ------ | ------ |
| 2012-2013       | Rangers            | STD             | 19         | 3          | SC+CdL          | 2+1             | 0               | -                  | -                  | -                  | SCC         | 0           | 0           | 22     | 3      |
| 2013-2014       | Rangers            | SL1             | 27         | 5          | SC+CdL          | 6+1             | 1+1             | -                  | -                  | -                  | SCC         | 3           | 0           | 37     | 7      |
| 2014-2015       | Rangers            | SC              | 13         | 1          | SC+CdL          | 1+4             | 0               | -                  | -                  | -                  | SCC         | 4           | 1           | 22     | 2      |
| 2015-gen. 2016  | Rangers            | SC              | 3          | 0          | SC+CdL          | 0               | 0               | -                  | -                  | -                  | SCC         | 1           | 0           | 4      | 0      |
| Totale Rangers  | Totale Rangers     | Totale Rangers  | 62         | 9          |                 | 15              | 2               |                    | -                  | -                  |             | 8           | 1           | 85     | 11     |
| 2016            | Van. Whitecaps     | MLS             | 18         | 0          | CC              | 2               | 0               | CCL                | 4                  | 0                  | -           | -           | -           | 24     | 0      |
| gen.-giu. 2017  | Falkirk            | SC              | 12         | 1          | SC+CdL          | 1+0             | 0               | -                  | -                  | -                  | SCC         | -           | -           | 13     | 1      |
| 2017-2018       | Dunfermline        | SC              | 21+2       | 4          | SC+CdL          | 0               | 0               | -                  | -                  | -                  | SCC         | 2           | 0           | 25     | 4      |
| 2018-gen. 2019  | Dundee Utd         | SC              | 19         | 3          | SC+CdL          | 0+3             | 0               | -                  | -                  | -                  | SCC         | 0           | 0           | 22     | 3      |
| gen.-giu. 2019  | Queen of the South | SC              | 6+2        | 0          | SC              | 1               | 0               | -                  | -                  | -                  | -           | -           | -           | 9      | 0      |
| 2019-gen. 2020  | Cove Rangers       | SL2             | 9          | 3          | SC              | 1               | 0               | -                  | -                  | -                  | -           | -           | -           | 10     | 3      |
| 2020            | Valour             | CPL             | 6          | 1          | CC              | 0               | 0               | -                  | -                  | -                  | -           | -           | -           | 6      | 1      |
| 2021            | FC Edmonton        | CPL             | 28         | 5          | CC              | 1               | 0               | -                  | -                  | -                  | -           | -           | -           | 29     | 5      |
| 2022            | Cavalry            | CPL             | 5          | 0          | CC              | 0               | 0               | -                  | -                  | -                  | -           | -           | -           | 5      | 0      |
| Totale carriera | Totale carriera    | Totale carriera | 190        | 26         |                 | 24              | 2               |                    | 4                  | 0                  |             | 10          | 1           | 228    | 29     |

### Cronologia presenze e reti in nazionale
| Cronologia completa delle presenze e delle reti in nazionale ― Canada | Cronologia completa delle presenze e delle reti in nazionale ― Canada | Cronologia completa delle presenze e delle reti in nazionale ― Canada | Cronologia completa delle presenze e delle reti in nazionale ― Canada | Cronologia completa delle presenze e delle reti in nazionale ― Canada | Cronologia completa delle presenze e delle reti in nazionale ― Canada | Cronologia completa delle presenze e delle reti in nazionale ― Canada | Cronologia completa delle presenze e delle reti in nazionale ― Canada |
| Data                                                                  | Città                                                                 | In casa                                                               | Risultato                                                             | Ospiti                                                                | Competizione                                                          | Reti                                                                  | Note                                                                  |
| --------------------------------------------------------------------- | --------------------------------------------------------------------- | --------------------------------------------------------------------- | --------------------------------------------------------------------- | --------------------------------------------------------------------- | --------------------------------------------------------------------- | --------------------------------------------------------------------- | --------------------------------------------------------------------- |
| 13-10-2015                                                            | Edmonton                                                              | Canada                                                                | 1 – 1                                                                 | Ghana                                                                 | Amichevole                                                            | -                                                                     | 46’                                                                   |
| 06-10-2016                                                            | Marrakech                                                             | Mauritania                                                            | 0 – 4                                                                 | Canada                                                                | Amichevole                                                            | -                                                                     | 64’                                                                   |
| 11-10-2016                                                            | Marrakech                                                             | Marocco                                                               | 4 – 0                                                                 | Canada                                                                | Amichevole                                                            | -                                                                     | 15’                                                                   |
| 11-11-2016                                                            | Cheonan                                                               | Corea del Sud                                                         | 2 – 0                                                                 | Canada                                                                | Amichevole                                                            | -                                                                     |                                                                       |
| 22-03-2017                                                            | Edimburgo                                                             | Scozia                                                                | 1 – 1                                                                 | Canada                                                                | Amichevole                                                            | 1                                                                     |                                                                       |
| 14-06-2017                                                            | Montréal                                                              | Canada                                                                | 2 – 1                                                                 | Curaçao                                                               | Amichevole                                                            | -                                                                     | 82’                                                                   |
| 12-07-2017                                                            | Houston                                                               | Costa Rica                                                            | 1 – 1                                                                 | Canada                                                                | Gold Cup 2017 - 1º turno                                              | -                                                                     | 69’                                                                   |
| 08-10-2017                                                            | Montréal                                                              | Canada                                                                | 0 – 1                                                                 | El Salvador                                                           | Amichevole                                                            | -                                                                     | 27’ 62’                                                               |
| Totale                                                                |                                                                       | Presenze                                                              | 8                                                                     |                                                                       | Reti                                                                  | 1                                                                     |                                                                       |

## Palmarès

### Club

#### Competizioni nazionali
- Scottish Third Division: 1

Rangers: 2012-2013
- Scottish League One: 1

Rangers: 2013-2014
- Canadian Premier League: 1

Cavalry: 2024